# Koltay Klára
Koltay Klára (Debrecen, 1957. október 28. – Debrecen, 2018. november 11.) magyar könyvtáros, a Debreceni Egyetem Egyetemi és Nemzeti Könyvtár főigazgató helyettese 1996 és 2018 között.

## Életútja
Felsőfokú tanulmányait az Kossuth Lajos Tudományegyetem Bölcsészettudományi Karának történelem–angol szakán végezte. 1996-ban szerzett PhD fokozatot a Kossuth Lajos Tudományegyetem Bölcsészettudományi Karán. 1986-tól a Debreceni Egyetem Egyetemi és Nemzeti Könyvtár angol nyelv és irodalom szakreferense. 1992-ben fél évet töltött a londoni King's College London könyvtárában. 1993-tól a Debreceni Universitas új integrált könyvtári rendszere bevezetéssel együtt járó szoftvertesztelésének, majd az új könyvtári munkafolyamatok kidolgozásának és bevezetésének összehangolásával bízták meg. 1995-ben a Bibliográfiai és Szakreferensi Osztály vezetőjévé nevezték ki, majd 1996-ban az osztályvezetőség mellett az Egyetemi Könyvtár munkáját főigazgató-helyettesként segítette. 2001-től az integrált Egyetemi Könyvtár tájékoztató szolgáltatásainak egységesítésével bízták meg, majd a nemzeti gyűjteménnyel és az ezzel kapcsolatos országos szolgáltatások fejlesztése és irányítása jelentette feladatainak oroszlánrészét. Az ezredforduló körüli időktől jelentős országos feladatokat is vállalt, az Országos Dokumentumellátási Rendszer (ODR) kialakítása, fejlesztése volt a feladata. Koltay Klára a DEENK-hez kapcsolódó ODR mellett több nagyon fontos országos projektben vett részt vagy felkért szakértőként vagy a projekt aktív vezetőjeként. Az országos közös katalogizálás és tárgyszó-adatbázis (MOKKA, Matriksz) kialakítása, a közös katalógus és az országos dokumentum-ellátó rendszer átalakítása, összehangolása a 2010-es évektől kezdve nem valósulhatott volna meg az ő szakmai tudása, országos rendszerben való gondolkodása nélkül.

## Társasági tagságai
- Magyar Könyvtárosok Egyesülete
- MTA köztestületi tag
- MTA Könyvtörténeti Bizottsága

## Elismerései
- Magyar Felsőoktatásért Emlékplakett (1998)
- Bibliotéka emlékérem (2007)
- Hungarnet Díj (2014)

## Főbb művei
- Publikációi az Egyetemi Publikációs adatbázis ban
- Publikációi a ResearchGate en